# Mohamed Taieb
Mohamed Taieb, né le 15 octobre 1996, est un rameur d'aviron tunisien. Il est le frère jumeau de la rameuse Nour El Houda Ettaieb.

## Carrière
Mohamed Taieb est médaillé d'argent en deux de couple poids légers seniors et médaillé de bronze en deux de couple juniors ainsi qu'en quatre de couple juniors aux championnats d'Afrique 2012 à Alexandrie.
Il est médaillé d'or en skiff juniors et en deux de couple juniors ainsi que médaillé d'argent en quatre de couple juniors aux championnats d'Afrique 2013.
Aux championnats d'Afrique 2014, il est médaillé d'or en skiff juniors, en deux de couple juniors et en quatre de couple juniors. Il remporte, aux Jeux africains de la jeunesse de 2014, la médaille d'or en skiff et en relais mixte de skiff.
Il est médaillé d'or en skiff poids légers aux championnats d'Afrique 2015. Aux championnats d'Afrique 2017, il obtient la médaille d'or en skiff et en skiff poids légers ; il remporte aussi dans les épreuves réservées au moins de 23 ans la médaille d'or en skiff et en skiff poids légers.
Aux Jeux africains de 2019, il remporte la médaille d'or en skiff 500 mètres et en skiff 1 000 mètres ainsi que la médaille d'argent en relais mixte de skiff.
Aux championnats d'Afrique 2019, il est médaillé d'argent en skiff et en deux de couple.
Il remporte la médaille d'or en skiff aux championnats d'Afrique d'aviron de plage sprint 2022 à Hammamet ainsi qu'aux Jeux africains de plage de 2023.
Il est médaillé d'argent en skiff aux championnats d'Afrique 2023 à Tunis.